# Station Marienbaum
Station Marienbaum is een voormalig treinstation in de Duitse plaats Marienbaum in de gemeente Xanten en lag aan de spoorlijn spoorlijn Rheinhausen - Kleef. Het deeltraject Xanten - Kleve is sinds 1989 buiten gebruik. 
Het station stond op de monumentenlijst maar werd in mei 2006 geheel verwoest door brand. Het stationserf werd verkocht en het gebouw werd in ongeveer dezelfde stijl herbouwd. In 2022 was dit afgerond. Het herbergt een aantal appartementen en ligt met de achterzijde aan de Alleenradweg. Dit is een fietspad tussen Kalkar en Xanten dat grotenteels parallel loopt aan de opgeheven spoorlijn.

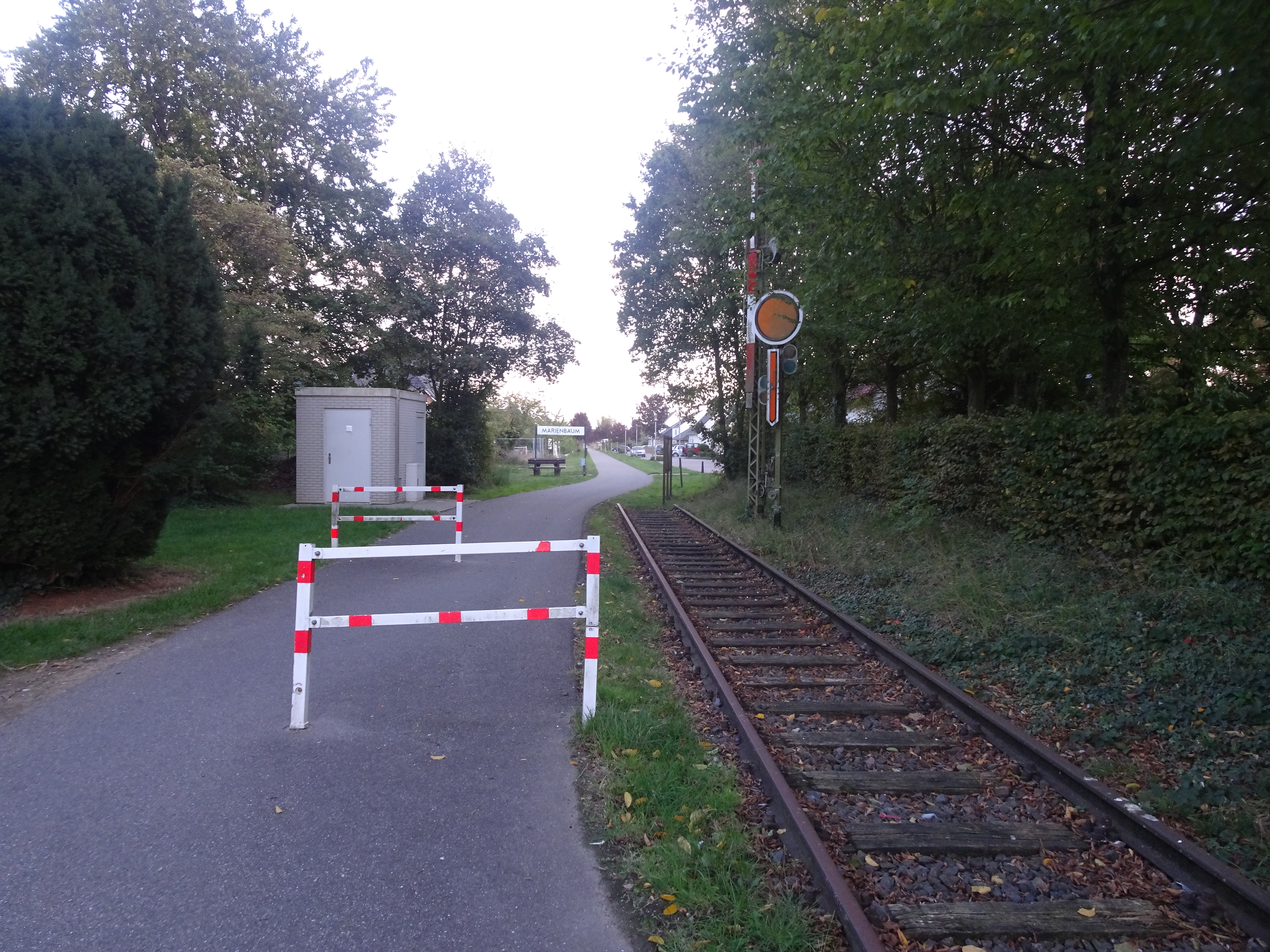
Alleenradweg
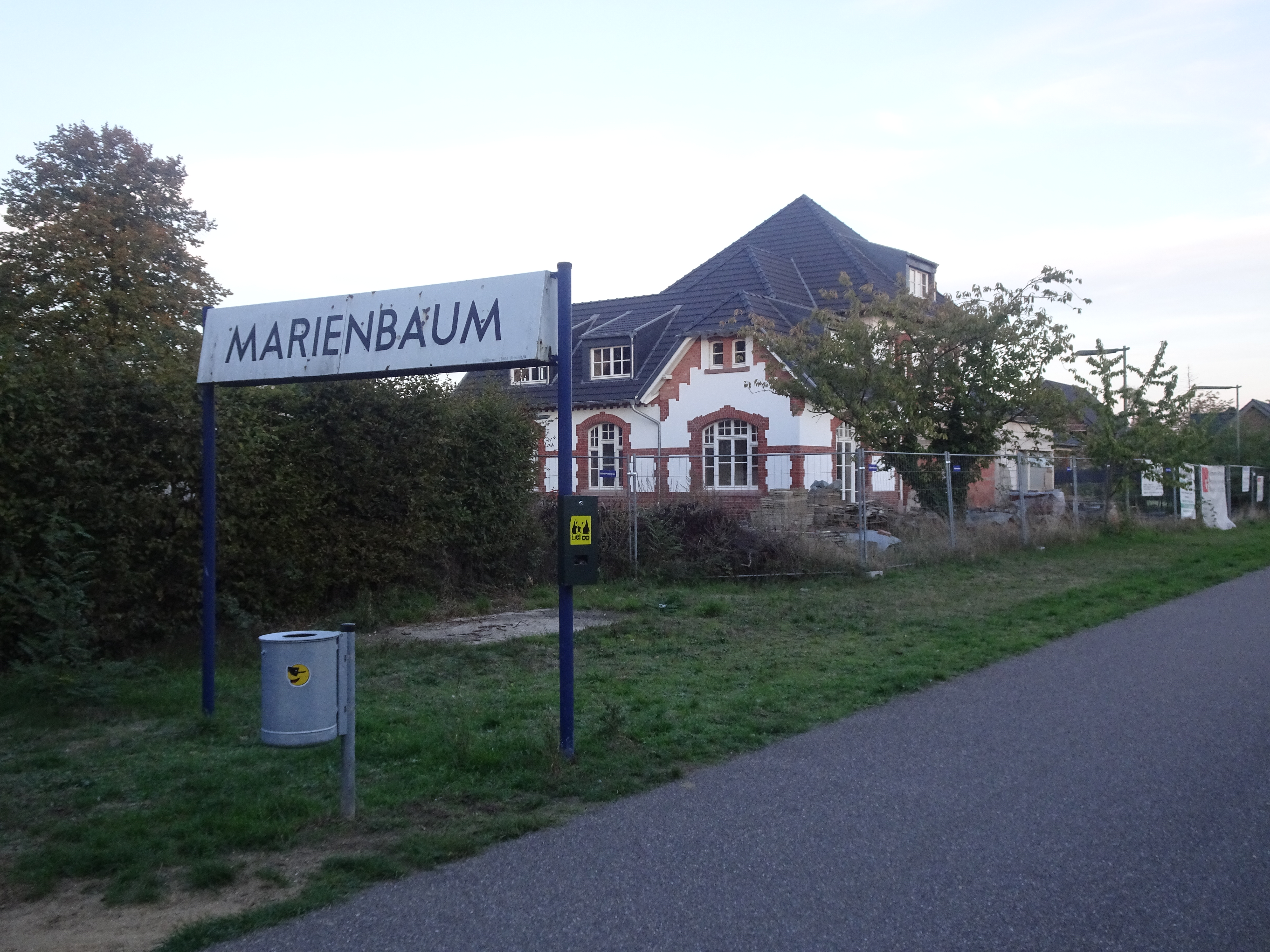
Station Marienbaum
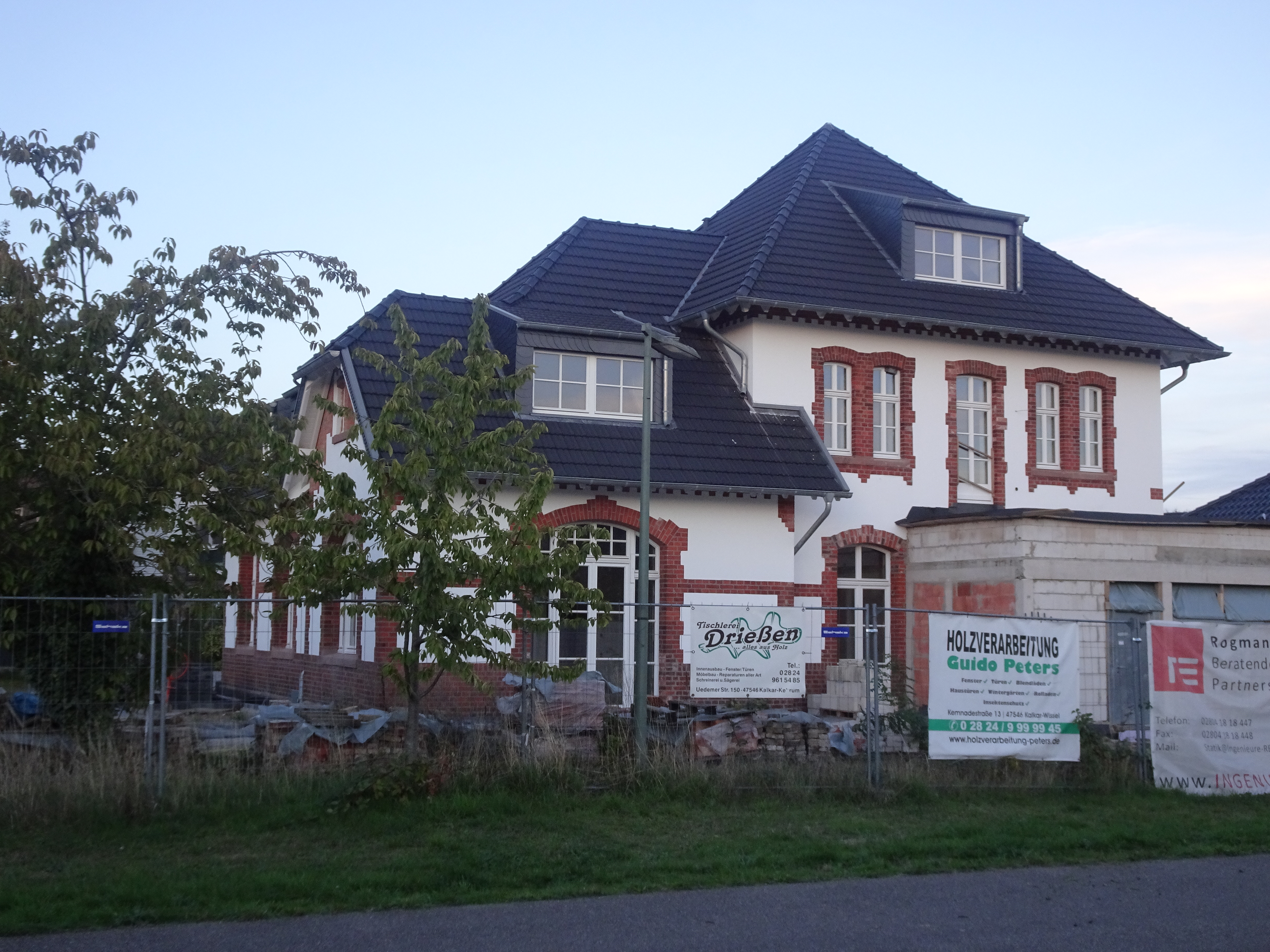
Perronzijde